# Cmentarz wojenny nr 268 – Radłów
Cmentarz wojenny nr 268 – Radłów – austriacki cmentarz wojenny z okresu I wojny światowej wybudowany przez Oddział Grobów Wojennych C. i K. Komendantury Wojskowej w Krakowie na terenie jego okręgu VIII Brzesko.
Zaprojektowany przez Roberta Motkę jako kwatera w południowym rogu radłowskiego cmentarza parafialnego. 
Zbudowany został na planie litery L. Głównym elementem cmentarza jest stojący na betonowym cokole, także betonowy krzyż. Na cokole umieszczono tablicę z niemieckojęzyczną inskrypcją:

1914 – 1915

+

VERWEILET ! -

VIELLEICHT IST

EINER UNTER UNS.

DER EUCHLIEB WAR.

W tłumaczeniu na język polski: Zatrzymaj się ! Może jest pośród nas ten, którego kochałeś.
Pochowano na nim 60 żołnierzy austro-węgierskich, 40 niemieckich i 7 rosyjskich w 33 grobach pojedynczych i 14 zbiorowych.